# Backhaus (Hellstein)

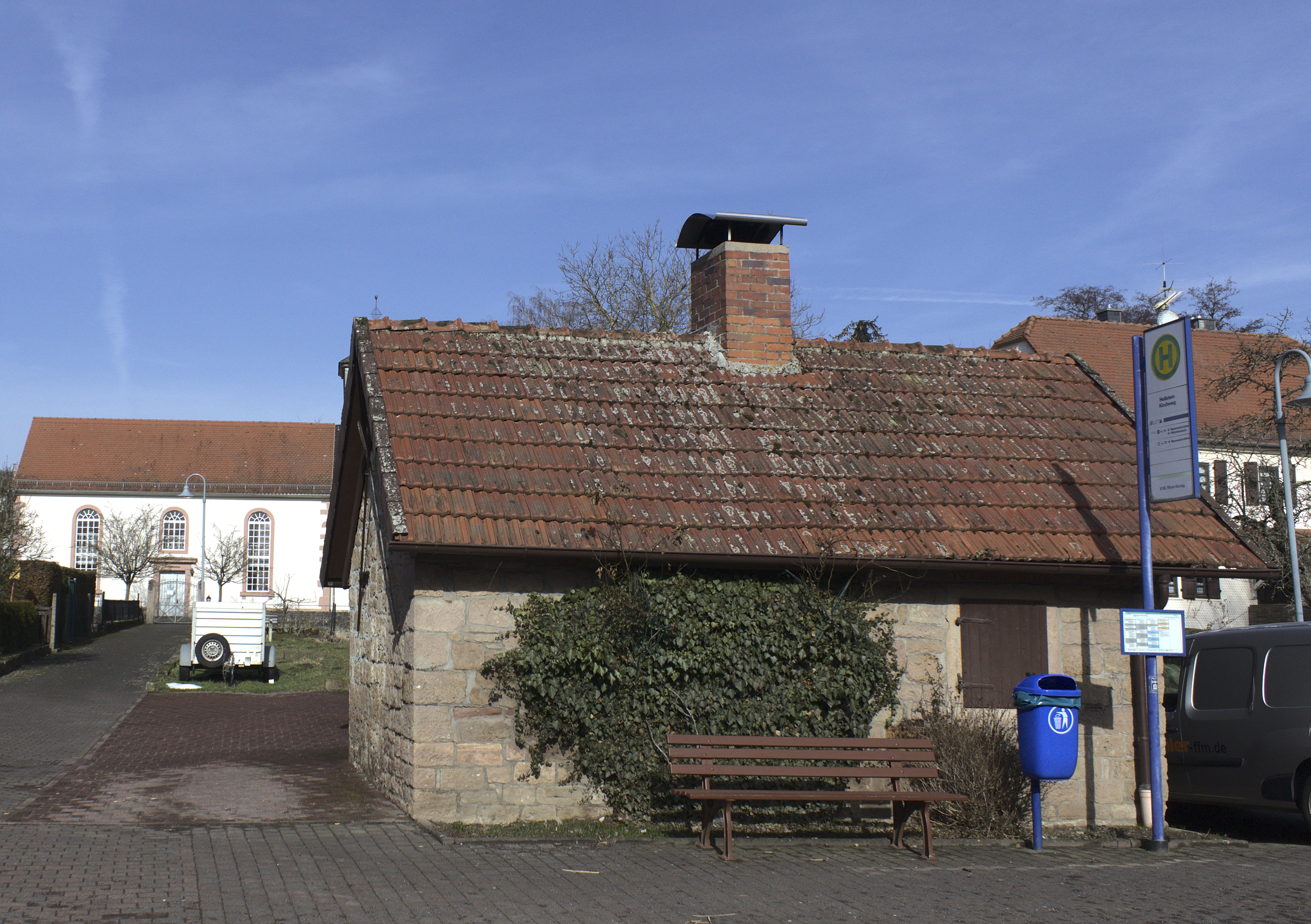
Backhaus in Hellstein

Das Backhaus in Hellstein, einem Ortsteil der Gemeinde Brachttal im hessischen Main-Kinzig-Kreis, wurde vermutlich im 19. Jahrhundert errichtet. Das Backhaus an der Udenhainer Landstraße ist ein geschütztes Kulturdenkmal. 
Der kleine Satteldachbau aus Sandsteinquadern am Rande des Pfarrhofes ist vor einigen Jahren grundlegend renoviert worden.